# Institut supérieur d'informatique et de mathématiques de Monastir
 (juillet 2014).
Si vous disposez d'ouvrages ou d'articles de référence ou si vous connaissez des sites web de qualité traitant du thème abordé ici, merci de compléter l'article en donnant les références utiles à sa vérifiabilité et en les liant à la section « Notes et références ».
L'Institut supérieur d'informatique et de mathématiques de Monastir (arabe : المعهد العـالي للإعـلامية و الريـاضيــات بالمنـستير) ou ISIMM est un établissement public tunisien d'enseignement supérieur et de recherche scientifique. Il est créé en vertu du décret no1623 du 9 juillet 2002 et dépend de l'université de Monastir et du ministère de l'Enseignement supérieur et de la Recherche scientifique.

## Cursus
La formation à l'ISIMM est axée sur les métiers de l'informatique et de ses applications, sur les mathématiques et ses applications, ainsi que sur l'électronique.
L'ISIMM offre plusieurs formations spécialisées et sanctionnées par des diplômes de licences, de masters et d'ingénieur.

### Formation LMD
Au niveau de la licence, le projet de l'ISIMM adopte une approche pluridisciplinaire (connaissances fondamentales de base en première année, spécialisations diversifiées en deuxième et troisième années), une ouverture à la recherche ou sur le monde professionnel (en troisième année), des modules transversaux obligatoires (management des entreprises, langues et communication, C2i) et une ouverture sur la vie professionnelle par des stages en entreprise ou en laboratoire.
Les diplômes délivrés par l'ISIMM en 2024 sont les suivants :
- Licences
  - Licence en mathématiques appliquées ;
  - Licence en sciences de l'informatique ;
  - Licence en technologies de l'information et de la communication ;
  - Licence en électronique, électrotechnique et automatisme ;
- Masters
  - Master de recherche en électronique : microélectronique et instrumentation ;
  - Master de recherche en sciences de l'informatique : génie logiciel ;
  - Master professionnel en génie logiciel.

### Cycle de formation d'ingénieurs en électronique et micro-électronique
À partir de l'année universitaire 2009-2010, l'ISIMM s'enrichit d'une formation d'ingénieurs en électronique afin de délivrer le diplôme national d'ingénieur en sciences appliquées et technologie (électronique-microélectronique).
L'institut délivre le diplôme national d'ingénieur, au bout de trois ans, aux élèves ingénieurs recrutés après le concours national spécifique pour l'accès au cycle d'études d'ingénieurs.

### Cycle de formation d'ingénieurs en informatique
À partir de l'année universitaire 2020-2021, l'ISIMM assure une formation d'ingénieurs en informatique comme suit :
- cycle préparatoire intégré : ce cycle dure deux ans au cours duquel un seul redoublement est permis.
- cycle de formation pour l'obtention d'un diplôme national d'ingénieurs en informatique : ce cycle dure trois ans et l'admission à ce cycle se fait par voie de concours ouvert aux étudiants inscrits en cycle préparatoire intégré de l'ISIMM. Les étudiants n'ayant pas été admis au cycle d'ingénieurs peuvent s'inscrire en troisième année de licence.

## Directeurs
- 2002-2005 : Pr. Habib Youssef
- 2005-2011 : Pr. Hassen Maaref
- 2011-2012 : Pr. Ferdaous Kellil
- 2012-2014 : Pr. Nouri Kammoun
- 2014-2017 : Pr. Néjib Hassen
- 2017-2018 : Pr. Fredj Hassen
- 2018-2020 : Pr. Néjib Hassen
- 2020-2024 : Pr. Halim Sghaier
- depuis 2024 : Pr. Mohamed Graiet